# サンフランシスコ物語
『サンフランシスコ物語』（サンフランシスコものがたり、Inside Moves）は、1980年のアメリカ合衆国のドラマ映画。
監督はリチャード・ドナー、出演はジョン・サヴェージとデヴィッド・モースなど。
トッド・ウォルトンによる小説『Inside Moves』を原作とし、自殺に失敗して歩行困難になった青年が身体障害者たちの中で生きることに目ざめてゆく姿を描いた青春映画。

## キャスト
- ローリー: ジョン・サヴェージ
- ジェリー: デヴィッド・モース
- ルイーズ: ダイアナ・スカーウィッド
- アン: エイミー・ライト（英語版）
- ルシウス: トニー・バートン
- ルイス: ビル・ヘンダーソン（英語版）
- バート: スティーブ・カーン
- マックス: ジャック・オリアリー
- スティンキー: バート・レムゼン
- ウィングス: ハロルド・ラッセル

※過去にはグロービジョンにより日本語吹き替えが制作され、フジテレビ深夜で放送されている。

## スタッフ
- 監督：リチャード・ドナー
- 製作：マーク・M・タンツ、R・W・グッドウィン
- 原作：トッド・ウォルトン（英語版）『Inside Moves』
- 脚本：バリー・レヴィンソン、ヴァレリー・カーティン（英語版）
- 撮影：ラズロ・コヴァックス
- 編集：フランク・モリス
- 衣装デザイン：ロン・タルスキー（英語版）
- 音楽：ジョン・バリー